# 哈匹
哈匹（Hapy）也譯哈皮、哈比，是埃及神話的尼羅河神，形象是身呈象徵水的綠色或藍色，身材肥胖擁有下垂乳房的男人，頭分別頂著象徵上埃及的睡蓮和下埃及的紙莎草。

对称形象象征连接上埃及(莲花)和下埃及(纸莎草)

## 脚注
1. ↑  Wilkinson, Richard H. (2003). The Complete Gods and Goddesses of Ancient Egypt. Thames & Hudson. p. 118